# Алонж, Джаррод
Джаррод Майкл Алонж (англ. Jarrod Michael Alonge; род. 25 марта 1993, Орландо) — американский комик, автор песен и музыкальный продюсер. Известен своими пародиями на артистов и стереотипы альтернативной музыки. Выпустил три успешных альбома, основал компанию Boketo Media. Также лидирует в супергруппе CrazyEightyEight.

## Биография
Родился в Орландо в 1993 году. Затем переехал в Теннесси.
Джаррод получил степень бакалавра в биологии в Технологическом университете Теннесси в 2014 году и планировал поступить в медицинскую школу. Алонж — фанат «Звёздных войн» и часто упоминает эту франшизу в своих материалах. Сейчас он живёт в Чаттануге, Теннесси, со своей женой Рэйчел.

## Дискография

### Альбомы
- Beating a Dead Horse[англ.] (2015)[3]
- Friendville[англ.] (2016)[4]
- Awkward & Depressed[англ.] (2017)[5]
- The Praxis of Prophylaxis (2020)

## Награды и номинации
| Год  | Номинируемая работа | Категория                                       | Результат |
| ---- | ------------------- | ----------------------------------------------- | --------- |
| 2014 | Джаррод Алонж       | Kerrang! Awards – Лучший комедийный исполнитель | Победа    |